# Nordhelle (Siegerland)
Der Nordhelle bei Nenkersdorf und Walpersdorf im nordrhein-westfälischen Kreis Siegen-Wittgenstein ist eine 579,9 m ü. NHN hohe Erhebung der Siegerländer Rothaar-Vorhöhen im Rothaargebirge.

## Geographie

### Lage
Die Nordhelle befindet sich jeweils im Süden von Rothaargebirge und Naturpark Sauerland-Rothaargebirge auf dem Ederkopf-Lahnkopf-Rücken. Der Gipfel der zur Gemarkung Nenkersdorf gehörenden Erhebung liegt 1,2 km südöstlich von Walpersdorf und 1,4 km östlich von Nenkersdorf, sowie 2,3 km westlich des Nenkersdorfer Weilers Lahnhof. Östlicher Nachbar der Nordhelle ist die Stiegelburg (637,8 m) und südwestlicher der Hellerkopf (551,8 m).

### Naturräumliche Zuordnung
Die Nordhelle gehört in der naturräumlichen Haupteinheitengruppe Süderbergland (Nr. 33) und in der Haupteinheit Siegerland (331) zur Untereinheit Siegerländer Rothaar-Vorhöhen (331.2). Geomorphologisch betrachtet zählt sie zur Westflanke des Naturraums Ederkopf-Lahnkopf-Rücken (333.01), der in der Haupteinheit Rothaargebirge (mit Hochsauerland) (333) Teil der Untereinheit Dill-Lahn-Eder-Quellgebiet (333.0) ist.

### Berghöhe und Höhenlage
Die Nordhelle ist 579,9 m hoch. Ihr Gipfel liegt wenige Meter südlich der Grenze zur Gemarkung Walpersdorf in der Gemarkung Nenkersdorf. In topographischen Karten ist auf der Gipfelregion der Erhebung im Osten nahe einem Waldweg ein trigonometrischer Punkt auf 576,7 m Höhe und im Westen auf diesem Weg die Höhenangabe 569,1 m zu finden. Zudem ist auf solchen Karten in Gipfelnähe die Höhenangabe 578 m eingetragen.

### Fließgewässer
Nördlich an der Nordhelle vorbei fließt der Sieg-Zufluss Sindernbach, welcher, nachdem er einen Bogen gemacht hat, die Erhebung auch noch nordwestlich passiert. Auf ihrem Südwesthang entspringt der Altwiesenbach (Haardtbach; Au), welcher in Grissenbach in die Sieg mündet, zudem fließt südöstlich der Demmbach an ihr vorbei, der den Werthenbach speist.

## Verkehr, Wandern und Sport
Nordwestlich an der Nordhelle vorbei führt durch Nenkersdorf und Walpersdorf zur Eisenstraße des Rothaargebirges (Landesstraße 722) die L 719. Über die Erhebung führt ein weit verzweigtes Wegnetz, darunter der von Deuz kommende Rothaarsteig-Zubringerweg und mehrere Wirtschaftswege. Auf ihrem Nordwesthang gibt es einen Skilift mit -piste.